# Валь-Мартелло

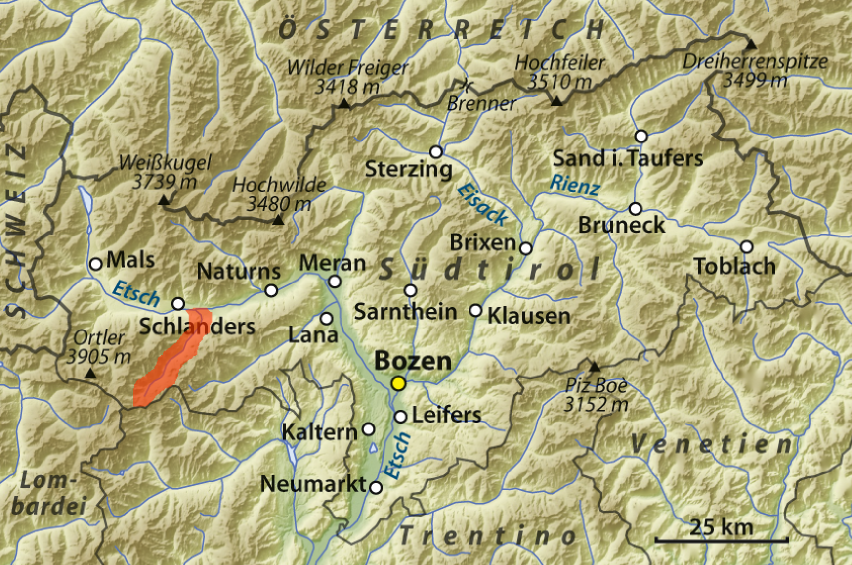
Расположение Валь-Мартелло (красный цвет) в Южном Тироле

Валь-Мартелло (итал. Val Martello, нем. Martelltal) — долина в итальянской провинции Больцано. Сориентирована с севера на юг, начинается от села Лачес и простирается на 30 км. На севере примыкает к долине реки Адидже. Принадлежит к системе долин Финшгау в западной части Южного Тироля.
Долина впервые упомянута в 1280 году как «Martel». По мнению некоторых исследователей, название происходит от латинского «Martellum» — молот горняков.